# Dupineta
Dupineta é um género de plantas com flores pertencentes à família Melastomataceae.
A sua área de distribuição nativa é a África Tropical.
Espécies:
- Dupineta brazzae (Cogn.) Ver.-Lib. & G.Kadereit
- Dupineta hensii (Cogn.) Ver.-Lib. & G.Kadereit
- Dupineta loandensis (Exell) Ver.-Lib. & G.Kadereit
- Dupineta multiflora Raf.
- Dupineta pauwelsii (Jacq.-Fél.) Ver.-Lib. & G.Kadereit